# Brent Kallman
 Brent Kallman  (Omaha, Nebraska, 4 de octubre de 1990) es un futbolista estadounidense. Juega como defensa y su equipo es el Union Omaha de la USL League One de Estados Unidos.
Es hermano del exjugador Brian Kallman.

## Clubes
| Club                         | País           | Año           |
| ---------------------------- | -------------- | ------------- |
| Des Moines Menace            | Estados Unidos | 2012          |
| Minnesota United F. C. (USL) | Estados Unidos | 2013-2016     |
| Minnesota United             | Estados Unidos | 2017-2023     |
| El Paso Locomotive (cedido)  | Estados Unidos | 2020          |
| Nashville S. C.              | Estados Unidos | 2024          |
| Union Omaha                  | Estados Unidos | 2025-presente |